# Mons La Hire
Ne pas confondre le cratère Verne avec le cratère Jules Verne.

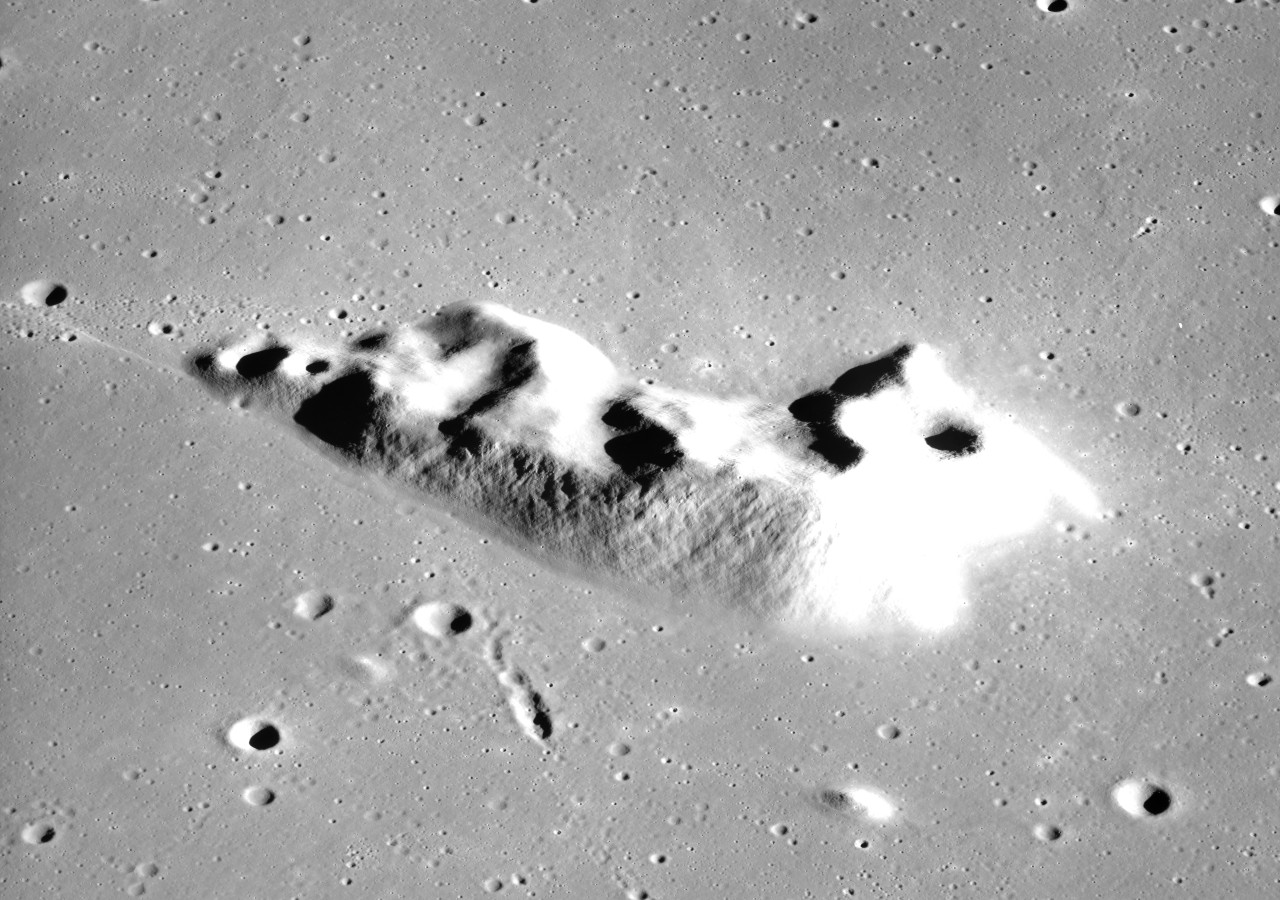
Mons La Hire.

Le Mons La Hire (28, −25) est un massif montagneux situé sur la Lune et nommé en l'honneur de l'astronome français Philippe de La Hire (1640-1718). C'est un relief isolé qui couvre une surface de 10 × 20 kilomètres dans la région centrale de la Mer des Pluies.
Plusieurs petits cratères près de ce massif montagneux ont été désignés par des noms par l'Union astronomique internationale. Deux de ces cratères, Felix et Verne, sont situés au sud du massif, tandis que les autres sont situés au nord. 
| Cratère  | Coordonnées sélénographiques | Diamètre | Nom                     |
| -------- | ---------------------------- | -------- | ----------------------- |
| Annegrit | 29,4, −25,6                  | 1 km     | allemand, nom féminin   |
| Caventou | 29,8, −29,4                  | 3 km     | pharmacologue français  |
| Charles  | 29,9, −26,4                  | 1 km     | français, nom masculin  |
| Felix    | 25,1, −25,4                  | 1 km     | Latin, nom masculin     |
| Mavis    | 29,8, −26,4                  | 1 km     | écossais, nom féminin   |
| Verne    | 24,9, −25,3                  | 2 km     | français, prénom ancien |